# Hieraaetus weiskei
El Águila Papúa (Hieraaetus weiskei) es una especie de ave de presa que pertenece a la familia Accipitridae. Es nativo de Nueva Guinea. Su hábitat consiste de bosque húmedo topical y subtropical.

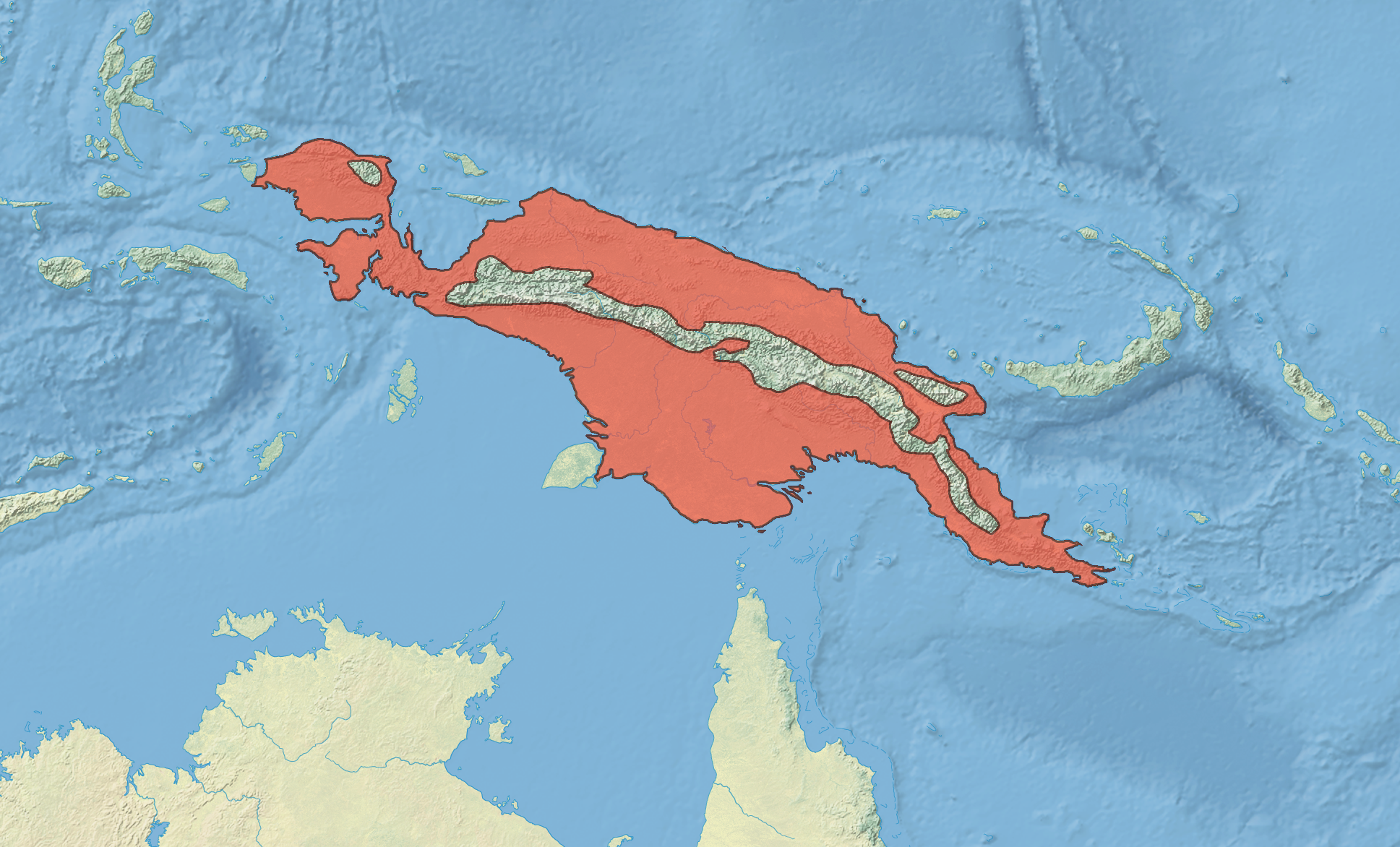
Distribución de la especie en Nueva Guinea

.